# Progress MS-8
Progress MS-8 (ryska: Прогресс МС-8) eller som NASA kallar den, Progress 69 eller 69P, är en rysk obemannad rymdfarkost som levererat förnödenheter, syre, vatten och bränsle till Internationella rymdstationen (ISS). Den sköt upp med en Sojuz-2.1a-raket, den 13 februari 2018, från Kosmodromen i Bajkonur. Två dagar efter uppskjutningen dockade den med rymdstationen.
Farkosten lämnade rymdstationen den 23 augusti 2018 och brann som planerat upp i jordens atmosfär den 30 augusti 2018.

## 11 februari
Ett försök att skjuta upp farkosten den 11 februari 2018, avbröts endast 20 sekunder före den planerade uppskjutningen. Hade uppskjutningen genomförts, så skulle farkosten ha dockat med rymdstationen, endast tre timmar efter uppskjutningen.

### Fotnoter
1. ↑  ”NASA Space Science Data Coordinated Archive” (på engelska). NASA. https://nssdc.gsfc.nasa.gov/nmc/spacecraft/display.action?id=2018-019A. Läst 1 mars 2020.